# جسدسوز
جسدسوز یا مرده‌سوز (چکی: Spalovač mrtvol) یک فیلم کمدی-درام ترسناک به کارگردانی یورای هرتز محصول سال ۱۹۶۹ سینمای چکسلواکی است. از بازیگران آن می‌توان به رودولف هروشینتسکی و ولادیمیر منشیک اشاره کرد.
این فیلم کالت در امتداد جنبش اکسپرسیونیسم آلمان و از آثار متأخر موج نوی چکسلواکی به‌شمار می‌رود.

## خلاصه داستان
«کوپفرکینگل» از کار خود در کوره‌های جسدسوزی در چکسلواکی لذت می‌برد. او خواندن کتابهای تبتی در مورد مرگ را دوست داشته و از باوری که سوزاندن جسد می‌تواند عذاب را تسکین دهد حمایت می‌کند. او با «رنکه» که در جنگ جهانی اول برای اتریش جنگیده برخورد می‌کند و…